# Stans bästa band
Stans bästa band: 1971–2011 – de första 40 åren är ett dubbelt samlingsalbum utgivet 2011 av rockgruppen Eldkvarn. 
Enligt Plura Jonssons text i skivhäftet riktar sig samlingen till de lyssnare som upptäckt gruppen på senare år.
Skivan kan ses som en uppdaterad och utökad variant av samlingen Eldkvarns bästa från 2000. 

## Låtlista
Musik och text av Plura Jonsson där inget annat anges.

### CD 1
| Nr  | Titel                            | Längd | Ursprungligt album              | Kommentar                                                   |
| --- | -------------------------------- | ----- | ------------------------------- | ----------------------------------------------------------- |
| 1.  | Pojkar, pojkar, pojkar           | 2:36  | Pojkar, pojkar, pojkar (1979)   |                                                             |
| 2.  | Din lilla hund                   | 2:57  | Pojkar, pojkar, pojkar (1979)   |                                                             |
| 3.  | Fula pojkar                      | 2:12  | Musik för miljonärer (1980)     |                                                             |
| 4.  | Desperados                       | 2:50  | Musik för miljonärer (1980)     |                                                             |
| 5.  | Jag har gjort det igen           | 3:55  | Genom ljuva livet (1981)        |                                                             |
| 6.  | 3:ans spårvagn genom ljuva livet | 3:26  | Genom ljuva livet (1981)        |                                                             |
| 7.  | Tuff lust                        | 3:15  | Tuff lust (1983)                |                                                             |
| 8.  | En clowns historia               | 3:17  | Tuff lust (1983)                |                                                             |
| 9.  | Ingen lätt match, Bobbo          | 4:00  | Barbariets eleganter (1984)     | Musik och text: Carla Jonsson                               |
| 10. | Landsortsgrabb                   | 3:25  | Utanför lagen (1986)            |                                                             |
| 11. | Ett hus på stranden              | 4:23  | Utanför lagen (1986)            |                                                             |
| 12. | Ta min hand                      | 6:29  | Himmelska dagar (1987)          |                                                             |
| 13. | Kungsholmskopplet                | 3:46  | Himmelska dagar (1987)          | Musik och text: Carla Jonsson                               |
| 14. | Alice                            | 8:59  | Himmelska dagar (1987)          |                                                             |
| 15. | I skydd av mörkret               | 3:41  | Kungarna från Broadway (1988)   |                                                             |
| 16. | Nerför floden                    | 4:43  | Kungarna från Broadway (1988)   |                                                             |
| 17. | Kungarna från Broadway           | 4:07  | Kungarna från Broadway (1988)   |                                                             |
| 18. | Kärlekens tunga                  | 3:55  | Kungarna från Broadway (1988)   |                                                             |
| 19. | Somliga går med trasiga skor     | 4:54  | Den flygande holländaren (1988) | Musik och text: Cornelis Vreeswijk, gäst: Marie Fredriksson |

### CD 2
| Nr  | Titel                     | Längd | Ursprungligt album                   | Kommentar                                            |
| --- | ------------------------- | ----- | ------------------------------------ | ---------------------------------------------------- |
| 1.  | Karusellkvällarna         | 3:51  | Karusellkvällar (1989)               |                                                      |
| 2.  | Rosen i Sevilla           | 3:45  | Legender ur den svarta hatten (1991) |                                                      |
| 3.  | Den långa färden          | 6:31  | Den långa färden 1971–1991 (1991)    | Gäster: Eva Dahlgren och Mauro Scocco                |
| 4.  | Män som mej               | 4:40  | Pluralism (1993)                     |                                                      |
| 5.  | In från regnet            | 5:25  | Sånger från Nedergården (1994)       |                                                      |
| 6.  | Jag är bättre än dej      | 7:18  | Lyckliga tider (1997)                |                                                      |
| 7.  | Huvudet högt              | 2:50  | Limbo (1999)                         |                                                      |
| 8.  | Jag står upp än           | 6:48  | Död stjärna (2001)                   |                                                      |
| 9.  | M/S Alkohol               | 7:36  | Atlantis (2005)                      |                                                      |
| 10. | Konfettiregn              | 4:20  | Atlantis (2005)                      | Musik och text: Carla Jonsson, gäst: Håkan Hellström |
| 11. | Fulla för kärlekens skull | 3:32  | Svart blogg (2007)                   | Förkortad singelversion                              |
| 12. | Inget bra för mig själv   | 3:28  | Svart blogg (2007)                   |                                                      |
| 13. | Blues för Bodil Malmsten  | 7:58  | Svart blogg (2007)                   |                                                      |
| 14. | Vägen till paradiset      | 3:06  | Hunger Hotell (2008)                 |                                                      |
| 15. | Barn av sommarnatten      | 3:24  | Hunger Hotell (2008)                 |                                                      |
| 16. | Kommit hem                | 3:51  | Hunger Hotell (2008)                 |                                                      |

### Listplaceringar
| Lista (2011) | Topplacering |
| ------------ | ------------ |
| Sverige      | 1            |

### Fotnoter
1. ↑  Listplacering